# Dicnemoloma strictipilum
Dicnemoloma strictipilum là một loài Rêu trong họ Dicranaceae. Loài này được (Müll. Hal.) Renauld mô tả khoa học đầu tiên năm 1909.